# Ash Code
Ash Code est un groupe italien de dark wave, originaire de Naples par le chanteur Alessandro Belluccio, la claviériste Claudia Nottebella et le bassiste Adriano Belluccio. Le style musical d'Ash Code couvre un large éventail de genres, notamment la dark wave, le post-punk, la synthpop et l'EBM,.

## Histoire

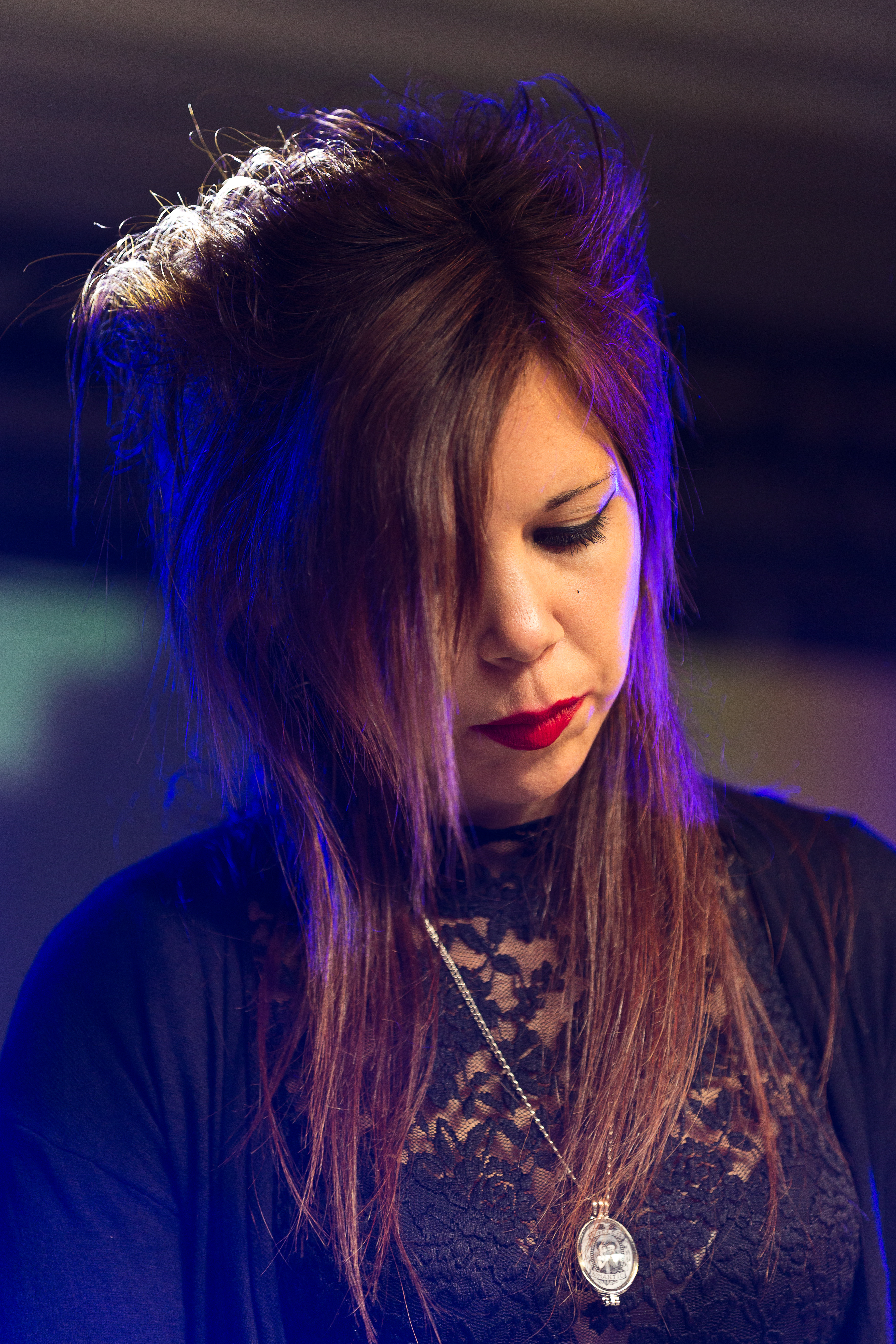
Claudia au NCN 2015.

### Débuts
Le groupe commence de manière informelle lorsque Alessandro commence à travailler avec Claudia sur deux chansons inachevées de son groupe précédent. En janvier 2014, Dry Your Eyes et Unnecessary Songs sont publiés en ligne. Les retours positifs des sorties en ligne incitent Alessandro et Claudia à commencer un travail plus sérieux en tant que groupe, en amenant le frère d'Alessandro, Adriano, à compléter le trio. En quelques semaines, ils signent avec le label grec Gehemnis Records pour la sortie d'un single vinyle (300 exemplaires numérotés en juin 2014) et une version longue de Dry Your Eyes est incluse dans le troisième volume de la compilation Pagan Love Songs (compilée par Ralf Thyssen et Thomas Thyssen) aux côtés d'autres groupes importants comme She Past Away, Linea Aspera, The Chameleons, Psyche, Ulterior, Miserylab,.
Un deuxième single digital pour la chanson Empty Room sort en juin 2014, incluant la reprise de I Can't Escape Myself de The Sound en face B.
Le 15 octobre 2014, Ash Code sort son premier album studio, Oblivion sur CD sous le label suisse Dark Nights. Le concept d'oubli (oblivion) décrit par le groupe est interprété possibilité en accord avec la philosophie nietzschéenne, où l'oubli était décrit comme une force active pour oublier ce dont on souffre et qui nous afflige sans être pris dans une spirale de sentiments négatifs et de dépression. C'est une façon de réagir positivement à la vie, d'éviter de souffrir davantage. L'œuvre atteint la 2e place dans le classement « Soundcheck » de Sonic Seducer et est décrite comme un début fiévreux et agité, capable de traduire le thème expressionniste glacial qui s'associe au balayage abrasif du néo-industriel ; essentiellement 10 titres entre darkwave et black electropop, réussissant à capturer les premiers jours tout en les mélangeant au temps présent au moyen de synthpop moderne, d'allusions accrocheuses et tourmentées livrant l'un des meilleurs albums dark wave de 2014. 

### Posthuman(2016)
Le 27 février 2016, leur deuxième album Posthuman sort sous le label suisse Dark Nights. Selon le groupe, « nous vivons dans une ère post-humaine. C'est une ère de technologie, de multiculturalisme, de transformation de tous les aspects du monde qui nous entoure. Dans ce changement radical, l'individu doit se relocaliser éthiquement, socialement et politiquement, tandis que les hommes doivent reformuler leurs valeurs, en comprenant qu'ils ne possèdent pas le monde, mais qu'ils le partagent avec d'autres êtres naturels. » L'album atteint la deuxième place du classement « Soundcheck » de Sonic Seducer et est décrit comme une œuvre trépidante au rythme obsessionnel et nettement post-punk.
Le chant sépulcral et l'accroche sombre des mélodies de soutien, constamment à la limite d'un minimalisme glacial, ont fait de l'album une sorte d'électrogoth réverbérant semblable à d'autres groupes séminaux tels que Clan of Xymox, Depeche Mode, The Sisters of Mercy. Le groupe utilise des structures de vagues minimales finalement destinées à la piste de danse et adhère au manifeste apocalyptique dandy revendiquant Gary Numan, Soft Cell et Neon comme des pères inspirateurs. Posthuman est également décrit comme un album où le trio cherche de nouvelles voies, personnalisant le son avec des synthétiseurs analogiques DIY bruyants et des instruments tels que le mellotron et le thérémine, étant globalement une œuvre plus mature et même plus accessible que Oblivion.
En avril 2016, une version vinyle avec des couleurs inversées pour la pochette est sortie sous le label Manic Depression Records. Au cours des derniers mois de 2016, ils commencent à remixer des chansons de leurs groupes préférés comme Moby, Hante, She Past Away et Massive Ego.

### Perspektive(2018)
Un nouveau single, Icy Cold, sort le 9 juin 2017 en single vinyle, comme premier aperçu de la nouvelle direction du groupe. Dans la vidéo, il est possible de voir les musiciens jouer dans les yeux froids du protagoniste.
Le 18 mai 2018, le groupe sort le troisième album Perspektive sur Swiss Dark Nights / Manic Depression Records. Le LP atteint la première position dans le classement « Soundcheck » de Sonic Seducer et est également sélectionné comme « album du mois ». En septembre 2018, le groupe annonce avoir signé avec Metropolis Records et chaque disque est réédité en CD et vinyle dans des éditions exclusives pour l'Amérique du Nord et du Sud durant l'automne 2018.

### Covid-19 etFear
Le 14 février 2020, un remix de She de Clan of Xymox sort. L'arrivée du Coronavirus détruit tous les plans du groupe, une tournée LATAM en juillet 2020 est annulée et une tournée américaine prévue pour septembre 2020 également, mais le groupe ne perd pas courage et est parmi les premiers à expérimenter un streaming depuis chez lui en mars, récoltant des fonds pour un hôpital local,. Grâce au succès de l'initiative, le groupe est le premier à travailler à l'organisation des Gothicat Festivals, une série de festivals caritatifs en ligne réalisés avec les contributions des meilleurs groupes de la scène darkwave/goth,.
Au cours de l'été 2020, Claudia lance le projet Neila Invo, un trio féminin de post-punk. Le 19 mars 2021 sort Fear EP, qui comprend trois nouvelles chansons et des remixes de Clan of Xymox, Molchat Doma et Forever Grey. L'EP est présenté lors d'une performance live en streaming avec Mike Dudley (The Sound), Eric 13 (Combichrist) et Jon Siren (Iamx, Front Line Assembly, Psyclon Nine, Dismantled). En décembre 2021, le groupe sort une reprise de la chanson All We Ever Wanted Was Everything de Bauhaus en hommage au groupe anglais. En juillet 2022, Kill Shelter sort Feed the Fire avec Ash Code au chant et aux synthétiseurs, la chanson est incluse dans l'album Asylum. Le 28 octobre 2022, la marque américaine de skateboard Supreme utilise la chanson « Sand » pour une vidéo promotionnelle sur leurs médias sociaux.

### Dance and Kill(depuis 2023)
L'année 2023 s'ouvre sur un nouveau cap pour le groupe : début avril est annoncée la publication imminente de Dance and Kill, un EP sur vinyle contenant 3 titres inédits composés en collaboration avec la célèbre légende de la techno Ellen Allien. La collaboration est née par hasard en ligne et s'est développée à plusieurs reprises au cours de l'année 2022.
Le deuxième single Everything Collapses est présenté en avant-première le 16 mai 2022 sur BBC Radio 6 Music par Mary Anne Hobbs et sur Billboard Italia. Lol Tolhurst (cofondateur de The Cure) fait référence au groupe dans son livre Goth, plus précisément dans la section consacrée aux groupes musicaux contemporains qui plongent dans le domaine des paysages sonores sombres et lunatiques.
En janvier 2024, le photographe Michel Haddi (célèbre pour ses clichés de Tupac, David Bowie, Kate Moss et bien d'autres) décide d'utiliser le style musical d'Ash Code pour Caserta Royal, un court-métrage consacré à la marque de mode Sapio. 

## Discographie

### Albums studio
- 2014 : Oblivion (Swiss Dark Nights, Metropolis Records, Manic Depression Records, Icy Cold)
- 2016 : Posthuman (Swiss Dark Nights, Metropolis Records, Manic Depression Records)
- 2018 : Perspektive (Swiss Dark Nights, Metropolis Records, Manic Depression Records)

### EP
- 2021 : Fear (Swiss Dark Nights)
- 2023 : Dance And Kill (BPitch Control)

### Singles 7"
- 2014 : Dry Your Eyes (Gehemnis Records)
- 2017 : Icy Cold (Synth Religion)

### Albums live
- 2014 : Live Dark Entries (Swiss Dark Nights)
- 2017 : Live in Freiburg (avec Hapax and Geometric Vision) (Swiss Dark Nights)
- 2020 : Part Time Punks Session (Live in Los Angeles) (Swiss Dark Nights)

### Remixes notables
- 2016 : She Past Away – Katarsis (Ash Code Remix)
- 2016 : Hante – Living in a French Movie (Ash Code Remix)
- 2017 : Moby – Are You Lost in the World Like Me? (Ash Code Remix)
- 2017 : Massive Ego – For the Blood In Your Veins (Ash Code Remix)
- 2018 : Antipole – Closer (Ash Code Remix)
- 2018 : Holygram – Daria (Ash Code Remix)